# Schweizersalmen
Schweizersalmen (tysk: Schweizerpsalm, fransk: Cantique suisse, italiensk: Salmo svizzero, rætoromansk: Psalm Svizzer) er den schweiziske nationalsang.
Sangen blev komponeret i 1841 af cisterciensermunken Alberich Zwyssig (1808-1854) på klosteret i Wettingen til en tekst af Leonhard Widmer (1809-1867). Det schweiziske Forbundsråd vedtog indtil videre at bruge sangen som nationalhymne i 1961, og i 1981 fik den officiel status. Den afløste Rufst Du mein Vaterland (sunget til samme melodi som den engelske kongehymne, God Save the Queen).
Teksten findes i tillæg til tysk også på italiensk, fransk og to dialekter af rætoromansk.

## Tekster
Eftersom Schweiz har fire nationalsprog er de oprindelige tyske tekster oversat til de tre andre nationale sprog: fransk, italiensk og rætoromansk.
| Schweizer Landeshymne Tysk version (original) | Hymne national suisse Fransk version | Inno nazionale svizzero Italiensk version | Imni naziunal Svizzer Rætoromansk version |
| --- | --- | --- | --- |
| 1. Trittst im Morgenrot daher, Seh ich dich im Strahlenmeer, Dich, du Hocherhabener, Herrlicher! Wenn der Alpen Firn sich rötet, Betet, freie Schweizer, betet, Eure fromme Seele ahnt, Gott im hehren Vaterland! Gott, den Herrn, im hehren Vaterland!          | 1. Sur nos monts, quand le soleil Annonce un brillant réveil, Et prédit d'un plus beau jour le retour, Les beautés de la patrie Parlent à l'âme attendrie; Au ciel montent plus joyeux Les accents d'un cœur pieux, Les accents émus d'un cœur pieux.                     | 1. Quando bionda aurora il mattin c'indora l'alma mia t'adora re del ciel! Quando l'alpe già rosseggia a pregare allor t'atteggia; in favor del patrio suol, cittadino Dio lo vuol, cittadino Dio, si Dio lo vuol. | 1. En l'aurora la damaun ta salida il carstgaun, spiert etern dominatur, Tutpussent! Cur ch'ils munts straglischan sura, ura liber Svizzer, ura. Mia olma senta ferm, Dieu en tschiel, il bab etern.                                      |
| 2. Kommst im Abendglühn daher, Find ich dich im Sternenheer, Dich, du Menschenfreundlicher, Liebender! In des Himmels lichten Räumen Kann ich froh und selig träumen; Denn die fromme Seele ahnt Gott im hehren Vaterland! Gott, den Herrn, im hehren Vaterland! | 2. Lorsqu'un doux rayon du soir Joue encore dans le bois noir, Le cœur se sent plus heureux près de Dieu Loin des vain bruits de la plaine L'âme en paix est plus sereine; Au ciel montent plus joyeux, Les accents d'un cœur pieux, Les accents émus d'un cœur pieux.    | 2. Se di stelle è un giubilo la celeste sfera Te ritrovo a sera o Signor! Nella notte silenziosa l'alma mia in Te riposa: libertà, concordia, amor, all'Elvezia serba ognor, all'Elvezia serba ognor.              | 2. Er la saira en splendur da las stailas en l'azur tai chattain nus, creatur, Tutpussent! Cur ch'il firmament sclerescha en noss cors fidanza crescha. Mia olma senta ferm, Dieu en tschiel, il bab etern.                               |
| 3. Ziehst im Nebelflor daher, Such ich dich im Wolkenmeer, Dich, du Unergründlicher, Ewiger! Aus dem grauen Luftgebilde Bricht die Sonne klar und milde, Und die fromme Seele ahnt Gott im hehren Vaterland! Gott, den Herrn, im hehren Vaterland!               | 3. Lorsque dans la sombre nuit La foudre éclate avec bruit, Notre cœur pressent encore le Dieu fort. Dans l'orage et la détresse, Il est notre forteresse. Offrons-lui de cœurs pieux Dieu nous bénira des cieux, Dieu nous bénira du hauts des cieux.                    | 3. Se di nubi un velo m'asconde il tuo cielo pel tuo raggio anelo Dio d'amore! Fuga o sole quei vapori e mi rendi i tuoi favori: di mia patria deh! Pietà brilla, o sol di verità, brilla sol, o sol di verità!    | 3. Ti a nus es er preschent en il stgir dal firmament, ti inperscrutabel spiert, Tutpussent! Tschiel e terra t'obedeschan vents e nivels secundeschan. Mia olma senta ferm, Dieu en tschiel, il bab etern. Dieu en tschiel, il bab etern. |
| 4. Fährst im wilden Sturm daher, Bist du selbst uns Hort und Wehr, Du, allmächtig Waltender, Rettender! In Gewitternacht und Grauen Lasst uns kindlich ihm vertrauen! Ja, die fromme Seele ahnt Gott im hehren Vaterland! Gott, den Herrn, im hehren Vaterland!  | 4. Des grand monts vient le secours, Suisse! espère en Dieu toujours! Garde la foi des aïeux, vis comme eux! Sur l'autel de la partrie Met tes biens, ton cœur, ta vie! C'est le trésor précieux Que Dieu nous bénira des cieux, Que Dieu nous bénira du hauts des cieux. | 4. Quando rugge e strepita impetuoso il nembo m'è ostel tuo grembo o Signor! In te fido Onnipossente deh, proteggi nostra gente; Libertà, concordia, amor, all'Elvezia serba ognor all'Elvezia serba ognor.        | 4. Cur la furia da l'orcan fa tremblar il cor uman alur das ti a nus vigur, Tutpussent! Ed en temporal sgarschaivel stas ti franc a nus fidaivel. Mia olma senta ferm, Dieu en tschiel, Il bab etern. Dieu en tschiel, il bab etern.      |

## Billeder
- Musik med den franske version af Schweizersalmen (Cantique suisse).
- Buste af komponisten Alberich Zwyssig i Bauen.
- Schweizersalmens forfatter Leonhard Widmer.
- Fontænemindesmærke for Alberich Zwyssig og Leonhard Widmer i Zürich-Seefeld (Zürichhorn).

## Eksterne links
- Wikisource har kildemateriale til denne artikel

- Landeshymne på  tysk, fransk og italiensk i onlineversionen af Historisches Lexikon der Schweiz.